# Cimeira Mundial da UPF
A Cúpula Global é uma iniciativa promovida pela UPF com o objetivo de congregar líderes de nações, cujo vasto acervo de vivências e conhecimento pode contribuir para a edificação de um cenário global caracterizado por entendimento recíproco, paz duradoura e bem-estar generalizado.
Parlamentares, figuras religiosas proeminentes, delegados da sociedade civil e influentes mulheres também desempenham um papel ativo na Cúpula Global.
Durante a cúpula global, múltiplas sessões são conduzidas para expor as iniciativas de várias associações ligadas à UPF, que estão empenhadas na promoção da paz no mundo, tais como:
- Conselho da Cúpula Internacional para a Paz
- Associação Internacional de Primeiras Damas pela Paz
- Associação Internacional de Parlamentares pela Paz
- Associação Inter-religiosa para a Paz e o Desenvolvimento
- Associação Internacional para a Paz e o Desenvolvimento Económico
- Associação Internacional de Mídia para a Paz
- Associação Internacional de Acadêmicos pela Paz
- Associação Internacional de Artes e Cultura pela Paz [1] [2]

## Cimeira Internacional da Paz em São Tomé e Príncipe 2019

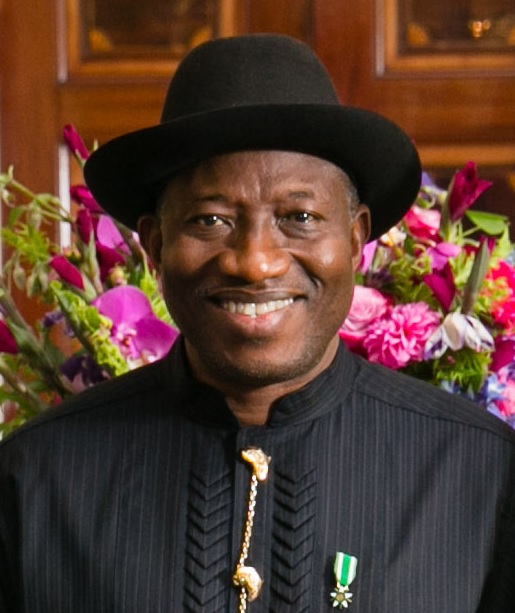
Goodluck Jonathan, presidente do Conselho Internacional da Paz, África.

O ex-presidente nigeriano, Goodluck Jonathan, fez o discurso de abertura durante a Cimeira Internacional da Paz de 2019, realizada em São Tomé e Príncipe. A conferência teve a participação de diversos líderes atuais e antigos da África, incluindo o presidente e primeiro-ministro de São Tomé, o ex-presidente do Níger e o ex-presidente da Guiné-Bissau.
O tópico da conferência foi: "Edificando uma África Pacífica e Próspera com Base em Valores Universais: Interdependência, Prosperidade Recíproca e Princípios Universais".
O ex-presidente nigeriano Goodluck Jonathan esteve presente na conferência na qualidade de presidente do recém-criado Conselho Internacional de Paz para a África.

## Cimeira Mundial de 2020
A paz, a segurança e o desenvolvimento humano foram temas abordados na Cimeira Mundial de 2020, realizada na Coreia do Sul. O evento contou com a participação do primeiro-ministro do Camboja, Hun Sen, do ex-secretário-geral da ONU, Ban Ki Moon, do ex-presidente da Nigéria, Goodluck Jonathan, de Newt Gingrich, ex-presidente do Congresso dos EUA, bem como de diversos outros líderes mundiais.
Na Assembleia Geral da Cúpula Mundial de 2020, o ex-secretário-geral da ONU, Ban Ki Moon, foi laureado com o Prêmio Sunhak da Paz.

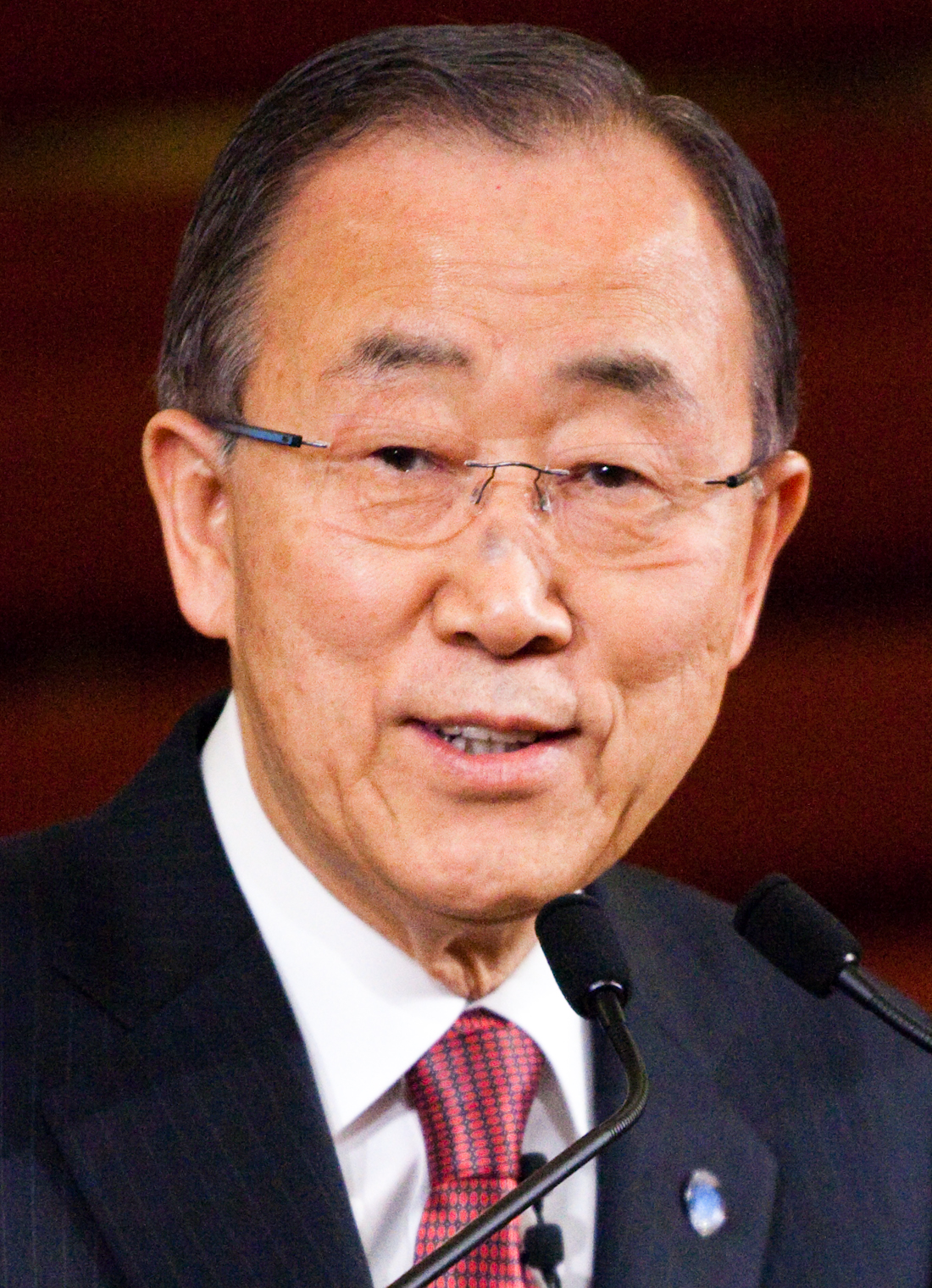
Ex-secretário-geral da ONU Ban Ki Moon, vencedor do Prêmio Sunhak da Paz

A reunião de cúpula do Conselho Internacional da Paz, que reuniu muitos ex-presidentes e presidentes atuais de diferentes nações, foi liderada pelo ex-presidente nigeriano Goodluck Jonathan.    

## Fóruns Ásia-Pacífico de 2022
No decorrer de 2022, a UPF conduziu uma série de fóruns globais com o intuito de debater a promoção da paz na Península Coreana.
Fóruns globais foram organizados em todos os continentes, no contexto do projeto Think Tank 2022, com a participação de diversos especialistas, com o propósito de desenvolver estratégias para a paz na Península Coreana.
Esses fóruns são coordenados por sete distintas associações afiliadas à UPF e integram a programação da Cúpula Mundial de 2022. 

## Cimeira Mundial 2022
A UPF e o Governo Real do Camboja co-organizaram a Cúpula Mundial pela Paz na Península Coreana 2022, que ocorreu na Coreia do Sul.
Inúmeros líderes políticos e religiosos de todo o mundo, provenientes de mais de 150 países, se reuniram na Cimeira Mundial para debater maneiras de alcançar a paz na Península Coreana.
O ex-presidente dos EUA, Trump, o presidente do Senegal, Sall, o ex-secretário de Estado dos EUA, Pompeo, o ex-presidente do Congresso dos EUA, Gingrich, o ex-presidente da Comissão Europeia, Barroso, o ex-vice-presidente dos EUA, Pence, e vários outros líderes mundiais participaram da cúpula, seja pessoalmente ou por meio de videoconferência.
Na Assembleia Geral da Cúpula Mundial de 2022, Hun Sen, Primeiro Ministro do Camboja, foi agraciado com o Prêmio Sunhak da Paz.

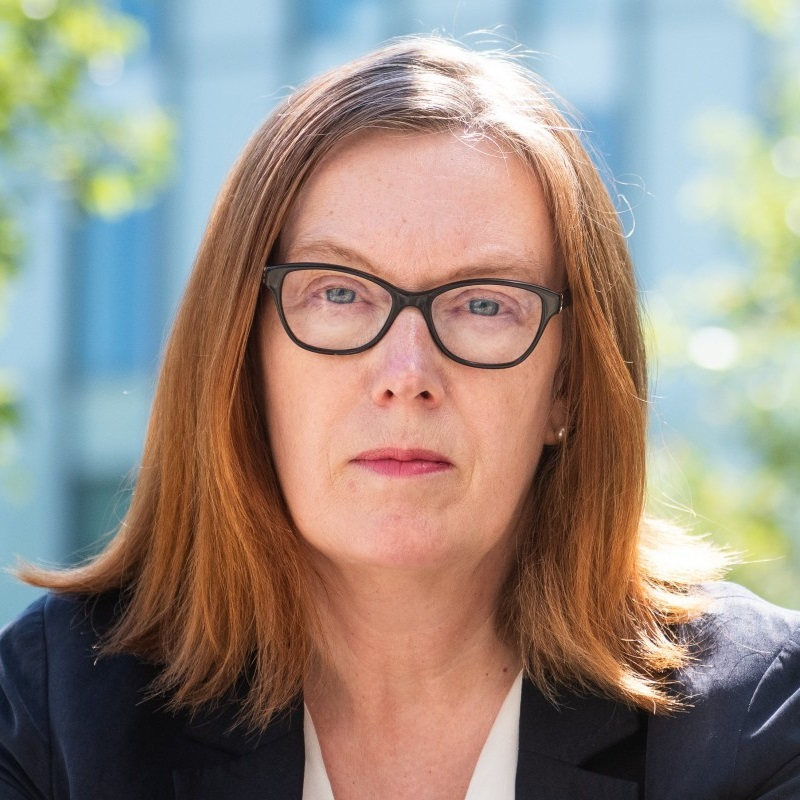
Dra. Sarah Gilbert, vencedora do Prêmio Sunhak da Paz

O Prêmio Sunhak da Paz também foi concedido à professora Sarah Gilbert e à Gavi, da Universidade de Oxford, em reconhecimento às suas contribuições para o combate à pandemia de COVID-19.
Durante a Cúpula pela Paz, uma série de encontros e eventos ocorreram, incluindo o Fórum THINK TANK 2022, a Cúpula Internacional do Conselho da Paz, a Associação Internacional de Parlamentares pela Paz, a Associação Internacional dos Meios de Comunicação Social pela Paz, a Associação Mundial de Empresários pela Paz e a Cerimônia de Premiação do Prêmio Sunhak da Paz.     

## Summit 2022 e Conferência de Liderança
A UPF promoveu uma Cimeira Internacional pela Paz em agosto de 2022, na Coreia do Sul. O evento contou com a participação de diversos líderes mundiais, incluindo o ex-primeiro-ministro canadense Harper, o ex-presidente do Congresso dos EUA Gingrich, o ex-secretário de Estado dos EUA Pompeo, o ex-vice-presidente dos EUA Pence, o ex-presidente da Comissão Europeia Barroso e outros.
Os participantes da cimeira expressaram seu compromisso com a promoção da paz global, com um foco especial na Península Coreana. Além disso, o tema da liberdade religiosa foi abordado durante a Cimeira, e houve um apoio destacado à educação dos jovens em África.
Na cimeira, os participantes foram convidados a firmar três compromissos de significativa importância: a Resolução para a Carta Universal da Paz, a Resolução relativa à criação do Conselho Consultivo Africano em colaboração com a União Africana e a Declaração sobre o Valor Universal da Liberdade Religiosa.
Da mesma forma, um Memorando de Entendimento foi assinado entre a Federação para a Paz Universal, a Comunidade dos Estados do Sahel e do Saara, a Associação Internacional de Jovens e Estudantes pela Paz e a Fundação Sunhak, com o objetivo de oferecer apoio para a educação da juventude africana.    